# 阿部滂

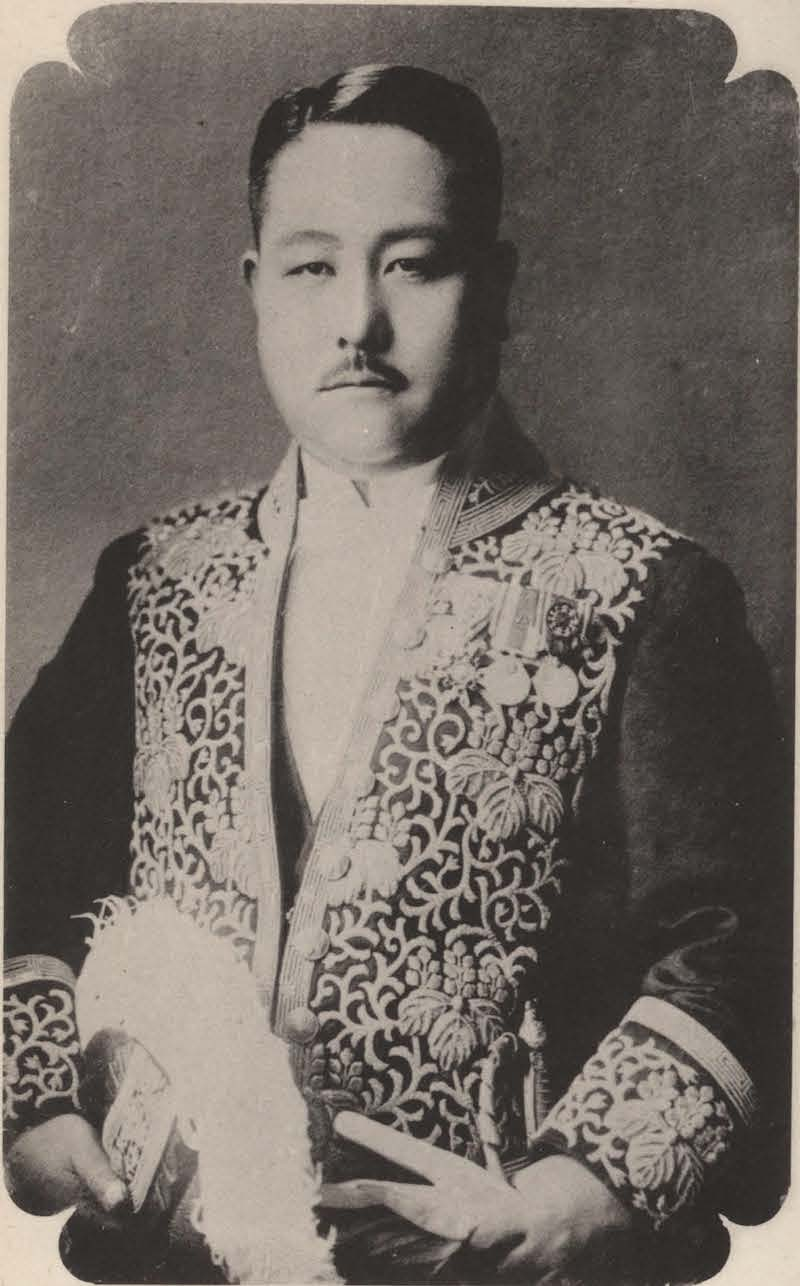
阿部滂

阿部 滂（あべ ひろし、1878年（明治11年）3月7日 - 没年不詳）は、台湾総督府官僚。

## 経歴
長野県出身。1904年（明治37年）、東京帝国大学法科大学政治科を卒業。翌年に台湾総督府属となり、事務官、民政部税務課長、財務局長などを務めた。1926年（大正15年）まで在職。